# Gallerucida nigropunctatoides
Gallerucida nigropunctatoides es una especie de insecto coleóptero de la familia Chrysomelidae.
Fue descrita científicamente en 1938 por Mader.